# 삼성 갤럭시 노트8
삼성 갤럭시 노트8(Samsung Galaxy Note8)은 2017년 8월 23일 삼성 갤럭시 언팩 2017에서 공개되어 삼성전자에서 제조, 판매중인 안드로이드 스마트폰으로, 삼성 갤럭시 노트 FE (삼성 갤럭시 노트 7)의 후속 제품이다. 삼성전자 최초로 듀얼 카메라를 탑재하였다. 인피니티 디스플레이를 사용해 꽉찬 화면을 볼 수 있다. 인공지능 서비스인 빅스비를 탑재하였다. 2017년 9월 15일에 KT를 비롯한 SK텔레콤, LG유플러스 등 통신 3사를 통해서 발매하였다. 경쟁작으로는 LG V30, 아이폰 8 등이 있다.

## 디자인 및 하드웨어
전반적인 디자인은 전작인 갤럭시 노트7 & 갤럭시 노트 FE부터 내려오는 패밀리룩을 따르고 있으며 동시에 갤럭시 S8 & 갤럭시 S8+와 디자인적 요소가 동일하다. 특히, 갤럭시 노트 시리즈를 넘어 갤럭시 시리즈의 기본 디자인 요소였던 물리 홈 버튼 구조가 갤럭시 S8 & 갤럭시 S8+와 동일하게 삭제되고 소프트 키로 대체되었다. 기본 색상은 미드나잇 블랙, 오키드 그레이, 딥씨 블루, 메이플 골드로 총 4종이다.

### AP 및 통신규격
사양은 우선 AP로 삼성 엑시노스 9 Series (8895)와 퀄컴 스냅드래곤 835 MSM8998을 지역에 따라 취사선택해 사용한다. 전자는 삼성전자의 2세대 자체 CPU 아키텍처를 사용한 쿼드코어 CPU와 ARM Cortex-A53 쿼드코어 CPU에 big.LITTLE 솔루션을 적용한 HMP 모드 지원 옥타코어 CPU와 ARM Mali-G71 에이코사코어 GPU를 사용한다. 후자는 Qualcomm Kryo 280 옥타코어 CPU를 쿼드코어 CPU로 구성된 두 개의 클러스터로 나누어 한쪽에는 고클럭 세팅으로 빅 클러스터 형태로 만들고 다른 한쪽에는 저클럭 세팅으로 리틀 클러스터 형태를 만들어 big.LITTLE 솔루션을 모방한다. 그리고 퀄컴 Adreno 540 GPU를 사용한다. 갤럭시 S8 & 갤럭시 S8+가 사용한 모바일 AP와 동일하다.
지원 LTE 레벨은 Cat.16·13으로 다운로드는 Cat.16를 적용해 최대 1 Gbps를 보장하고 업로드는 Cat.13을 적용해 최대 150 Mbps를 보장한다. 또한, 캐리어 어그리게이션은 출시 국가 혹은 지역 상황에 따라 추가적으로 지원하는데, 삼성 엑시노스 9 Series (8895) 탑재 모델은 5 Band 캐리어 어그리게이션을 지원하고 퀄컴 스냅드래곤 835 MSM8998 탑재 모델은 4 Band 캐리어 어그리게이션을 지원한다. VoLTE도 지원한다.

### 메모리
RAM은 LPDDR4X SDRAM 방식이며 6 GB다. 내장 메모리는 UFS 2.1 규격의 낸드 플래시를 사용하며 64 GB, 128 GB 그리고 256 GB로 나뉜다. 여담으로, 내장 메모리 용량 옵션으로 256 GB가 삼성전자의 스마트 디바이스로서는 최초로 들어갔다. 또한, micro SD 카드로 용량 확장이 가능하다. 듀얼심 모델의 경우 하이브리드 듀얼심 방식이기 때문에 두 번째 SIM 카드와 micro SD 카드를 동시에 장착할 수 없다.

### 디스플레이
디스플레이는 6.3인치 18.5:9 비율의 2960 x 1440 해상도를 지원하며 패널 형식은 엣지 디스플레이 기술이 도입된 Super AMOLED 방식의 Infinity Display이다. 16:9 비율인 WQHD 해상도에 비해 세로 부분이 확장된 해상도로, 삼성전자는 이를 Quad HD+라고 명명해서 홍보하고 있다. 또한, 소프트 키 구조를 가져서 물리 홈 버튼이 삭제되었지만, 압력 센서를 이용해 포스 터치처럼 소프트 키를 조작하는 사용자가 물리 홈 버튼을 사용하는 것과 유사한 사용 환경을 느낄 수 있도록 재현했다. 압력 센서가 탑재되었기 때문에 홈 버튼이 화면에 표시되지 않는 동안에도(예를 들어 전체 화면으로 게임을 하거나 영상을 보는 동안에도) 홈 버튼이 있던 자리를 세게 누르면 홈 버튼의 역할을 수행해 홈 화면으로 돌아간다. 특히, 베젤리스 디자인을 채택해 디스플레이가 기기 전면부의 약 84.7%를 차지하고 있다. 우선, Full HD 해상도에서 상하로 살짝 늘어난 2220 x 1080 해상도를 기본 해상도로 사용하며 설정에서 이를 높이거나 낮추는 조절이 가능하다. 특히, 반듯한 직사각형이었던 기존 갤럭시 노트 시리즈의 디스플레이와는 달리 갤럭시 S8처럼 코너 부분이 둥글게 처리되어 있다.

### 배터리
배터리 용량은 내장형 3,300 mAh이다. 또한, 전작인 갤럭시 노트7 & 갤럭시 노트 FE와 마찬가지로 삼성전자 Adaptive fast charging 규격과 퀄컴 퀵 차지 3.0 규격의 고속충전 솔루션과 자기유도 방식의 표준 규격인 Qi 규격과 자기유도 방식이지만 자기공진 방식의 A4WP와 호환성을 강화한 PMA 규격의 무선충전 솔루션 및 고속 무선충전 솔루션을 지원한다. 6.3인치의 화면에 배터리 용량이 전작인 갤럭시 노트7보다 200mAh 줄어들어 배터리 효율이 제법 좋은 기종은 아니다.

### 카메라
후면 카메라는 OIS 기술이 적용된 카메라 모듈에 1,200만 화소 카메라를 77도의 화각으로 설정해 기본 카메라로 탑재하고 별도의 OIS 기술이 적용된 카메라 모듈에 1,200만 화소 카메라를 45도의 화각으로 설정해 망원 카메라로 탑재로 탑재하여 이 둘로 듀얼 렌즈를 구성했다. 2016년 이후로 듀얼 렌즈를 구성한 카메라를 탑재한 스마트폰들이 많이 나왔지만 OIS 기술이 적용된 카메라 모듈은 하나의 카메라 렌즈에만 적용되었는데, 세계 최초로 구성된 두 개의 카메라 렌즈에 OIS 기술이 적용된 카메라 모듈을 전부 탑재했다. 그리고 AF 트래킹을 지원하고 기본 카메라는 Dual Pixel 기술을 활용한 위상차 검출 AF를 지원하며 망원 카메라도 AF를 지원한다. 여기에 광학 줌 최대 2배, 디지털 줌 최대 10배까지 지원하며 기본 카메라와 망원 카메라로 동시에 촬영하는 듀얼 캡처를 지원한다. 또한, 센서 크기는 기본 카메라가 1/2.55인치이고 망원 카메라가 1/3.6인치이며 조리개 밝기는 기본 카메라가 F/1.7이고 망원 카메라가 F/2.4이다. 여담으로, 삼성전자의 스마트폰 중 최초로 듀얼 렌즈를 구성한 카메라를 탑재했다. 전면 카메라는 800만 화소 카메라를 80도의 화각으로 설정해 탑재했다. 여기에 AF를 지원한다. 또한, 센서 크기는 1/3.6인치이며 조리개 밝기는 F/1.7이다.

### 기타
에어리어 방식의 지문 인식 솔루션이 후면 카메라 모듈 우측에 탑재되어 있으며 전작인 갤럭시 노트7 & 갤럭시 노트 FE에 이어서 홍채 인식 솔루션이 전면 상단부에 탑재되어 있다. 그리고 방수 및 방진을 지원한다. 등급은 IP68로, 이는 방진 등급은 최고 레벨이지만, 방수 등급은 IP 등급 중 최고 등급인 IPX9K 등급보다 1단계 낮다. 또한, 심장 박동 인식 센서가 후면 카메라가 듀얼 렌즈를 구성한 카메라로 탑재되면서 갤럭시 S8 & 갤럭시 S8+와는 다르게 후면 카메라 모듈과 지문 인식 솔루션 사이에 존재한다. 여기에 USB Type-C를 입출력 단자로 사용한다. 특히, 단자 규격의 목표에 맞게 USB 3.1 Gen1을 지원한다.
갤럭시 노트 시리즈의 아이덴티티인 S펜의 경우 전작인 갤럭시 노트7 & 갤럭시 노트 FE와 동일하게 4,096 레벨의 필압과 와콤에서도 상위 기종에서 지원하는 펜의 기울기에 따라 선 굵기가 바뀌는 기술인 틸트 인식을 지원한다. 또한, 갤럭시 노트5 대비 펜촉이 1.6 mm에서 0.7 mm로 얇아졌다고 한다. 여기에 S펜에도 방수 및 방진 설계가 적용되어 수중에서도 S펜 관련 기능이 정상 작동한다. 단, 수중이나 기기에 물이 묻은 상태에서는 S펜으로만 터치가 가능하다. 정전식 터치의 특성상 손에 물이 묻은 상태에서는 터치가 안 된다. 여담으로, 갤럭시 노트7 & 갤럭시 노트 FE의 S펜과 기기 규격이 동일하기 때문에 갤럭시 노트7 & 갤럭시 노트 FE의 S펜 또한 삽입구에 장착할 수 있다.

## 기능
- 삼성 페이

- Always On Display(AOD): 화면이 꺼진 상태에서 시계나 캘린더, 전화 그리고 메시지 등 삼성전자가 기본적으로 내장한 애플리케이션의 알림을 디스플레이에 띄워둘 수 있다. 주변 밝기에 따라 표시된 시계의 밝기도 바뀐다. 또한, 번인 현상 방지를 위해 송출된 화면이 1분마다 1 픽셀씩 이동하며 1시간 주기로 무작위의 위치로 이동한다.

- Bixby: 삼성전자의 인공지능 비서 기술로, 2016년 10월에 인수한 Viv Labs의 기술을 빅스비 2.0부터 적용할 예정이다. 또한, Bixby의 호출을 위해 갤럭시 S8 & 갤럭시 S8+와 동일하게 측면에 전용 버튼을 탑재했다.

- 생체인식 잠금해제: 생체인식 솔루션을 이용해 기기의 잠금을 해제할 수 있다. 별도의 솔루션이 내장된 지문인식 및 홍채인식을 포함해 사용자 편의성을 위한 안면인식 잠금해제 기능을 별도로 탑재했다. 다만, 안면인식 잠금해제 기능은 단순히 전면 카메라로만 얼굴인식을 진행하기 때문에 저조도 환경에서 인식율이 떨어지며 짙은 화장을 한 상태에서 등록을 했을 경우에도 인식률이 떨어지는 경우도 있다.

- 오디오 솔루션 강화: 32-bit 384 kHz와 DSD128 재생을 지원한다.

- 엣지 디스플레이: 평면 디스플레이가 아닌 엣지 디스플레이를 기본으로 탑재한다. 따라서, 엣지 UI 등 엣지 디스플레이를 이용하는 소프트웨어 기능을 사용할 수 있다.

- App Pairs: 엣지 UI에 애플리케이션 바로가기를 생성할 때 멀티태스킹이 되는 애플리케이션 두 개를 묶어서 멀티윈도우로 동시에 실행하는 기능이다.

## S펜기능
- 라이브 메시지: S펜을 이용해 .gif 확장자 파일을 만들고, 추가로 S펜을 이용해 글씨를 쓰거나 효과를 준 다음 완성된 파일을 전송할 수 있는 기능이다.

- 스마트 셀렉트: 동영상 파일에서 원하는 부분을 .gif 확장자 파일로 저장하여 공유가 가능하다. 또한, 특정 부분만 잘라내어서 공유하거나 원하는 곳에 붙여 넣기를 할 수 있다.

- 꺼진 화면 메모: 기기 및 메모 애플리케이션을 켜지 않고 S펜만 꺼내어 화면에 쓰면 자동으로 메모 기능이 활성화되고 저장까지 할 수 있는 기능이다. 갤럭시 노트5부터 지원하는 기능이지만, 사용할 수 있는 공간이 100 페이지까지 확장되었고 Always On Display로 고정된 이후에도 수정이 가능하다.

- 캡처 후 쓰기: 장문의 기사나 이메일, 문서를 하나의 이미지로 손쉽게 저장이 가능하다.

- 번역 기능: S펜으로 지정한 단어 및 문장을 번역해주는 기능이다. 갤럭시 노트7부터 지원하는 기능이지만, 단어 수준의 번역만 지원했던 것과는 달리 문장 수준까지의 번역도 지원하게 되었다. 여기에다 번역 시 단위 변환 및 환율에 따른 통화 변환까지 지원하도록 기능이 확대되었다.

## 색상
- 미드나잇 블랙
- 스노우 화이트
- 오키드 그레이
- 딥 씨 블루
- 메이플 골드
- 소프트 핑크(블로섬 핑크)

## 같이 보기
- 삼성 갤럭시 노트 시리즈
- 삼성 갤럭시 S8